# Lista över ebolautbrott
Lista över ebolautbrott förtecknar utbrott av ebolafeber bland människor, med början av de två första utbrotten i Sudan och dåvarande Zaire 1976. Förteckningen tar inte upp enstaka insjuknade personer i enskilda länder, vilka fått sjukdomen i samband med förtecknade utbrott.

## Lista över utbrott på människor, utöver enskilda fall
| År                     | Land                                    | Virus           | Antal insjuknade | Antal döda  | Dödlighet | Kommentar |
| ---------------------- | --------------------------------------- | --------------- | ---------------- | ----------- | --------- | --- |
| 1976                   | södra Sudan                             | Sudanvirus      | 284              | 151         | 53 %      | Första epidemin, vilken inträffade i Nzara, Maridi och omgivande område mellan juni och november 1976 Spreds huvudsakligen med kontakt på sjukhus.                              |
| 1976                   | Zaire                                   | Ebolavirus      | 318              | 280         | 88 %      | Huvudartikel: Ebolautbrottet i Zaire 1976 |
| 1977                   | Zaire                                   | Ebolavirus      | 1                | 1           | 100 %     | Upptäckt först i efterhand i Tandala. |
| 1979                   | södra Sudan                             | Sudanvirus      | 34               | 22          | 65 %      | Inträffade i Nzara, Maridi, samma plats som för ebolaepidemin i södra Sudan 1976.                                                                                               |
| 1994                   | Gabon                                   | Ebolavirus      | 52               | 31          | 60 %      | Inträffade i Mékouka och andra guldgruveläger djupt inne i regnskogen. Denna epidemin ansågs till 1995 vara Gula febern.                                                        |
| 1995                   | Zaire                                   | Ebolavirus      | 315              | 254         | 81 %      | Inträffade i Kikwit med omnejd. Indexpatienten arbetade i skogsarbete nära staden och epidemin spreds genom släkt och sjukhus.                                                  |
| 1996                   | Gabon                                   | Ebolavirus      | 37               | 21          | 57 %      | Inträffade i Mayiboutområdet mellan januari och april. En schimpans, som hittades död i skogen åts av jägare. 19 av dessa insjuknade och övriga insjuknade var släkt med dessa. |
| 1996–97                | Gabon                                   | Ebolavirus      | 60               | 45          | 75 %      | Inräffade i Boouéområdet i samband med transport av patienter till Libreville juli 1996-januari 1997. Indexpatienten var en jägare som bodde i ett läger i skogen.              |
| 2000–01                | Uganda                                  | Sudanvirus      | 425              | 224         | 53 %      | Inträffade i Gulu-, Masindi- och Mbararaområdena i Uganda. |
| 2001–02                | Gabon/Republiken Kongo                  | Ebolavirus      | 122              | 96          | 79 %      | Inträffade på båda sidor av gränsen mellan Gabon och Republiken Kongo mellan oktober 2001 och juli 2002.                                                                        |
| 2002–03                | Republiken Kongo                        | Ebolavirus      | 143              | 128         | 90 %      | Inträffade i Mbomo- och Kélléområdena i Cuvette Ouestdepartementet mellan december 2002 och april 2003.                                                                         |
| 2003                   | Republiken Kongo                        | Ebolavirus      | 35               | 29          | 83 %      | Inträffade i byarna Mbomo och Mbandza i distriktet Mbomo i departementet Cuvette Ouest mellan november och december.                                                            |
| 2004                   | södra Sudan                             | Sudanvirus      | 17               | 7           | 41 %      | Inträffade i området Yambio i Västra Equatoria i södra Sudan. |
| 2007                   | Demokratiska republiken Kongo           | Ebolavirus      | 264              | 187         | 71 %      | Inträffade i provinsen Kasai-Occidental. |
| 2007–08                | Uganda                                  | Bundibugyovirus | 149              | 37          | 25 %      | Första konstaterade fallet ebolafeber orsakad av bundibugyovirus. Inträffade i distriktet Bundibugyo i västra Uganda mellan december 2007 och januari 2008.                     |
| 2008–09                | Demokratiska republiken Kongo           | Ebolavirus      | 32               | 14          | 45 %      | Inträffade i Mweka och Luebo i provinsen Kasai-Occidental mellan december 2008 och februari 2009.                                                                               |
| 2012                   | Uganda                                  | Sudanvirus      | 24               | 17          | 71 %      | Inträffade i distriktet Kibaale juni-augusti. |
| 2012                   | Demokratiska republiken Kongo           | Bundibugyovirus | 77               | 36          | 47 %      | Inträffade i provinsen Orientale juni-november. |
| Från 2013 (fortgående) | Främst Liberia, Sierra Leone och Guinea | Ebolavirus      | Över 28 000      | Över 11 000 |           | Huvudartikel: Ebolautbrottet i Västafrika 2014 |
| 2014                   | Demokratiska republiken Kongo           | Ebolavirus      | 66               | 49          | 74 %      | Augusti-november 2014. Huvudartikel: Ebolautbrottet i Demokratiska republiken Kongo 2014                                                                                        |